# Graciela Sacco
Graciela Sacco (Rosario, Argentina, 1956 - 5 de noviembre de 2017) fue una artista visual y profesora argentina. Trabajó principalmente con fotografía, video e instalación. Cobró un gran reconocimiento por la amplia participación de su obra en exposiciones individuales y colectivas en su país, ferias y en bienales internacionales como las de México, Venecia y Shanghái de las más importantes mundialmente. Graduada en 1987 de Licenciatura en Bellas Artes de la Universidad Nacional de Rosario, fue profesora de la cátedra sobre la problemática del arte latinoamericano en el siglo XX y del taller de arte experimental de la misma institución. Obtuvo dos veces el Diploma al Mérito de los Premios Konex, en 2002 por Gráfica, y en 2012 por Instalación. Fue una artista comprometida con la problemática de su país.

## Obra
Su trabajo consistió en investigar movimientos artísticos y la múltiple producción artística; en su obra ve el arte desde dos puntos en los que abordó y estudió los conflictos entre la sociedad y el arte, el primero siendo el arte un medio que permita relacionar el arte con la vida misma, y un segundo la reflexión de la postura del arte frente a la sociedad de un contexto contemporáneo y las relaciones que se generan y se cruzan, de este modo que induzca a plantear preguntas, generar discusión, cuestionamientos de todo tipo sobre lo cotidiano, la sociedad, la política, etc.

## Influencias
Ha sido influenciada por varios artistas pero más que nada, su obra ha sido desarrollada a partir del impacto que produce la publicidad, sus lenguajes y mecanismos en las comunidades urbanas y universales. Por esta razón abre y rompe el espacio de galería convencional, cerrado y alienado para exponer su trabajo al mundo, lo hace visible en el espacio público para que cada quien que camine por allí lo vea, analice, cuestione, se sienta identificado y se haga preguntas sobre su propio obrar y vivir, a lo que ha llamado Interferencias urbanas. Dialoga con temáticas como la migración, el exilio, fronteras, relación entre lo público y lo privado, lo institucional y el espacio urbano, lo no convencional con lo cotidiano, lo efímero y lo universal que plasma y discute en sus obras mediante diferentes técnicas.
También tiene una gran influencia es sus obras de las vanguardias argentinas, como lo fue Tucumán Arde.

## Nada está donde se cree

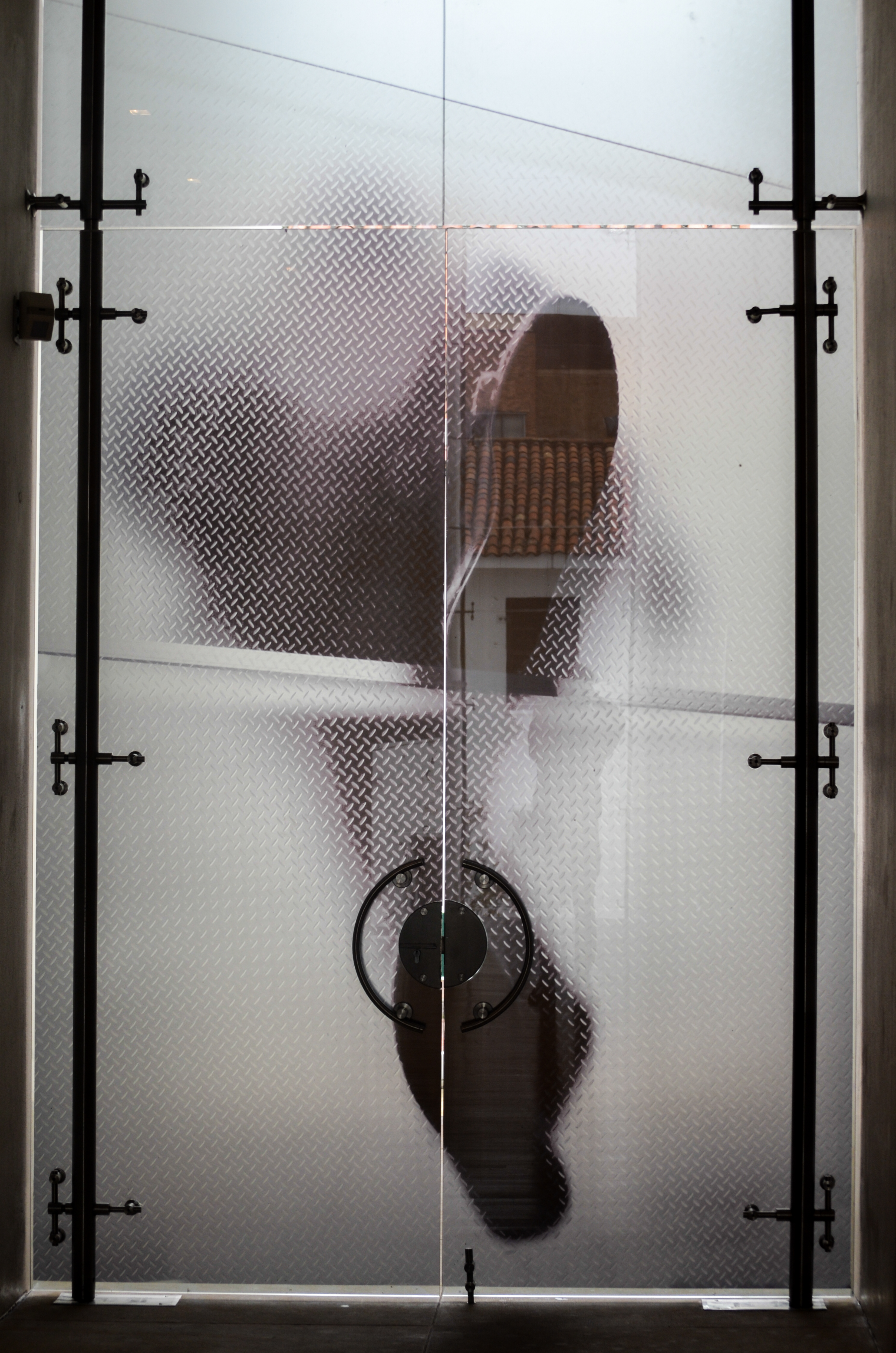
M2

“Nada está donde se cree” es una antología de un sitio específico, el espacio de trabajo de Sacco, la difusión de las fronteras, de lo urbano, entre otras, es la recolección y exhibición de sus obras en conjunto, siendo así una matriz histórica, poética y universal, definido por ella misma como el corrimiento permanente del deseo, cuando alguien quiere fervorosamente algo, y al creer que se alcanzó o se llegó, ya no está donde debería estar sino está a 3 metros más allá, lo que lo convierte en algo inalcanzable, utópico como también lo define Eduardo Galeano que reúne trabajos desde el año 93 en adelante.
A través de la luz, las sombras, el espacio, el tiempo y el movimiento plasma las temáticas que aborda, construye, dialoga y discute en sus obras; su primer interés técnico fue la fotografía como lenguaje visual para retratar el tiempo en cierto espacio, cierto contexto vivido en una imagen fija, navega sobre medios análogos y digitales, trabaja con técnicas como la Heliografía, mediante la cual transfiere imágenes a la superficie de objetos escogidos para sus composiciones, que han sido emulsionados previamente con sustancias fotosensibles lo que permite su impresión y de este modo dotar a tacos de madera, láminas de acrílico, PVC, cuadros, ventanas, maletas, platos, cucharas, cuchillos de nuevos significados y sentidos que hablan más allá de su propio significado; como usar una cuchara vacía con el “reflejo” de la boca que va a comer de ella para hablar de una sociedad que pasa hambre y necesidades, pues como ella misma lo ha dicho: “somos individuos diferentes uno del otro en su crecimiento personal, pero con necesidades compartidas o no resueltas que nos unen y relacionan”. Por esta razón Bocanada (1993 – 2014) y Cuerpo a cuerpo (1996 – 2014) se vuelven una obra activa pues mientras se repita la situación o no se solucione (sociedades con hambre y necesidades básicas ignoradas), seguirá siendo válida, vigente y podrá ser remontada y exhibida cuantas veces sea necesario. 
La primera fue un conjunto de imágenes reproducidas y multiplicadas, técnica que tomó de los medios de comunicación y sus medios para publicitar y promocionar ideas, eventos, noticias y productos, pero mediante el arte, aprovechándose de la reproductividad del mismo producto, valga la redundancia, de la modernidad en la tecnificación y evolución tecnológica de las artes visuales. Nació desde las intervenciones urbanas que Sacco practicó en escuelas y plazas públicas de Argentina, Brasil y ciudades europeas, en las que empapeló las calles con la imagen repetida cientos de veces de bocas abiertas, que retratan el hambre del mundo, la pobreza, la necesidad, la humildad, problemas que afectan a gran parte del mundo y que son de interés humano y universal, cualquiera lo puede entender o suscitar. 
De ahí a que lo obra pueda ser reinterpretada en cualquier lugar del mundo, aludiendo al contexto en el que se presente. Al igual que en la segunda obra mencionada en la que no es el hambre sino las protestas y manifestaciones públicas para reclamar derechos y bienestar de comunidades estudiantiles y civiles, aprovecha entonces, el espacio público como el espacio de libre pensamiento donde se pueden trasformar, evidenciar y manifestar la pluralidad de ideas y conseguir el apoyo o el rechazo de sus oyentes. 
En Cuerpo a cuerpo, Sacco hace uso de la heliografía, transfiriendo imágenes de dichas manifestaciones extraídas de diarios latinoamericanos y europeos a láminas de madera o plexiglás las cuales mediante la proyección de luz sombra adquieren un tinte universal, pues no es fácil identificar de dónde y cuándo son las imágenes a simple vista, pero la situación es familiar y fácilmente reconocible por cualquier habitante del mundo, de este modo las manifestaciones estudiantiles de Colombia de 1971 o del Cordobazo, el Caracazo, las del Mayo de 1968 en Francia, las marchas por la paz, etc., pueden ser confundidas y consideradas como una sola o una misma causa universal.

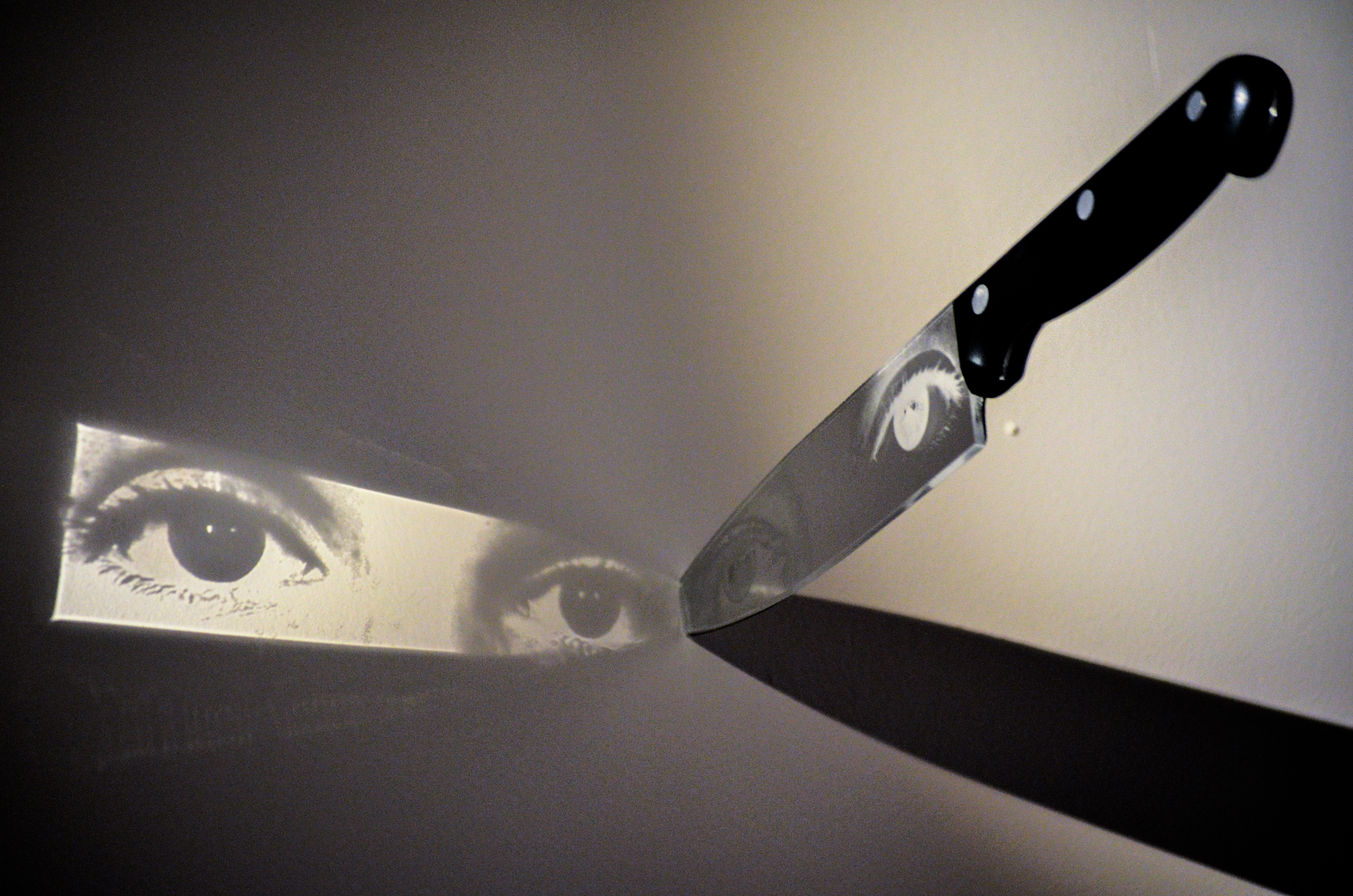
Tensión Admisible Exposición Banco de la República en 2015.

## Participaciones
- Ciclo de Art Conversations junto a Andrea Giunta en 2014. en el marco del ArteBa [video][5]